# OR8G5
OR8G5 (англ. Olfactory receptor family 8 subfamily G member 5) – білок, який кодується однойменним геном, розташованим у людей на короткому плечі 11-ї хромосоми. Довжина поліпептидного ланцюга білка становить 346 амінокислот, а молекулярна маса — 38 798.
| 10         |  | 20         |  | 30         |  | 40         |  | 50         |
| ---------- |  | ---------- |  | ---------- |  | ---------- |  | ---------- |
| MIIYKQGITF |  | LQKENNNTIH |  | LNTMFFLSPA |  | ETHQRMAAEN |  | HSFVTKFILV |
| GLTEKSELQL |  | PLFLVFLGIY |  | VVTVLGNLGM |  | ITLIGLSSHL |  | HTPMYCFLSS |
| LSFIDFCHST |  | VITPKMLVNF |  | VTEKNIISYP |  | ECMTQLYFFL |  | VFAIAECHML |
| AAMAYDGYVA |  | ICSPLLYSII |  | ISNKACFSLI |  | LVVYVIGLIC |  | ASAHIGCMFR |
| VQFCKFDVIN |  | HYFCDLISIL |  | KLSCSSTYIN |  | ELLILIFSGI |  | NILVPSLTIL |
| SSYIFIIASI |  | LRIRYTEGRS |  | KAFSTCSSHI |  | SAVSVFFGSA |  | AFMYLQPSSV |
| SSMDQGKVSS |  | VFYTIVVPML |  | NPLIYSLRNK |  | DVHVALKKTL |  | GKRTFL     |

A: Аланін

C: Цистеїн

D: Аспарагінова кислота

E: Глутамінова кислота

F: Фенілаланін

G: Гліцин

H: Гістидин

I: Ізолейцин

K: Лізин

L: Лейцин

M: Метіонін

N: Аспарагін

P: Пролін

Q: Глутамін

R: Аргінін

S: Серин

T: Треонін

V: Валін

Кодований геном білок за функціями належить до рецепторів, g-білокспряжених рецепторів, білків внутрішньоклітинного сигналінгу. 
Локалізований у клітинній мембрані, мембрані.